# Araminta
Araminta  è un nome proprio di persona inglese femminile.

## Varianti
- Femminili: Aramintha[2], Araminthia[2], Aramantha[2]
  - Ipocoristici: Minta[1], Minty[1][2]

### Varianti in altre lingue
- Francese: Araminte

## Origine e diffusione
Si tratta di un nome dall'origine fortemente dubbia. Potrebbe essere una combinazione dei nomi Arabella e Aminta, ma anche un derivato di Amaranta.
Nella forma "Araminta", venne apparentemente usato per la prima volta da William Congreve in una sua opera del 1693, la commedia The Old Bachelor; e successivamente ripreso da John Vanbrugh in un'altra commedia, The Confederacy, del 1705, grazie alle quali il nome si assicurò una certa (seppur scarsa) diffusione. Nella forma "Aramantha" è datato ancor prima, nel 1655, allorché venne dato ad una figlia di John Robartes, primo conte di Radnor.

## Onomastico
Il nome è adespota, ovvero non ha santa patrona. L'onomastico ricorre pertanto il 1º novembre, giorno di Ognissanti.

## Persone

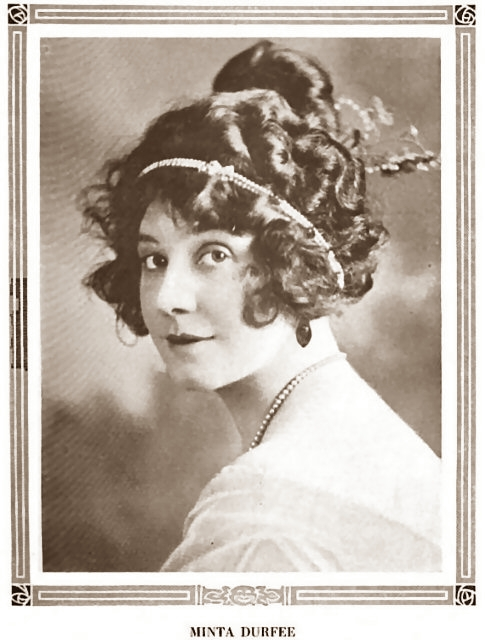
Minta Durfee

- Araminta Estelle Durfee, vero nome di Minta Durfee, attrice statunitense
- Araminta Harriet Ross, vero nome di Harriet Tubman, attivista statunitense

## Il nome nelle arti
- Araminta è un personaggio della commedia di William Congreve The Old Bachelor.
- Araminta Argante è un personaggio della commedia di Pierre de Marivaux Le false confidenze.
- Araminta Brown è un personaggio dell'opera di Thomas William Robertson David Garrick, e delle altre opere da essa tratte.
- Araminta Dench è un personaggio del film del 1928 La moglie del fattore, diretto da Alfred Hitchcock.
- Araminta Spook è un personaggio di svariati romanzi di Angie Sage.
- Araminta Lee è un personaggio della serie di romanzi Crazy Rich Asians di Kevin Kwan.